# Crotalaria burhia
Crotalaria burhia är en ärtväxtart som beskrevs av George Bentham. Crotalaria burhia ingår i släktet sunnhampor, och familjen ärtväxter. Inga underarter finns listade i Catalogue of Life.